# Анантапур (город)
Анантапу́р (англ. Anantapur) — город в индийском штате Андхра-Прадеш. Административный центр округа Анантапур. Средняя высота над уровнем моря — 334 метра. По данным всеиндийской переписи 2001 года, в городе проживало 220 951 человек, из которых мужчины составляли 51 %, женщины — соответственно 49 %. Уровень грамотности взрослого населения составлял 69 % (при общеиндийском показателе 59,5 %). 10 % населения было моложе 6 лет.

## Известные уроженцы
- Беллари Рагхава  – индийский театральный деятель, актёр театра и кино, драматург.

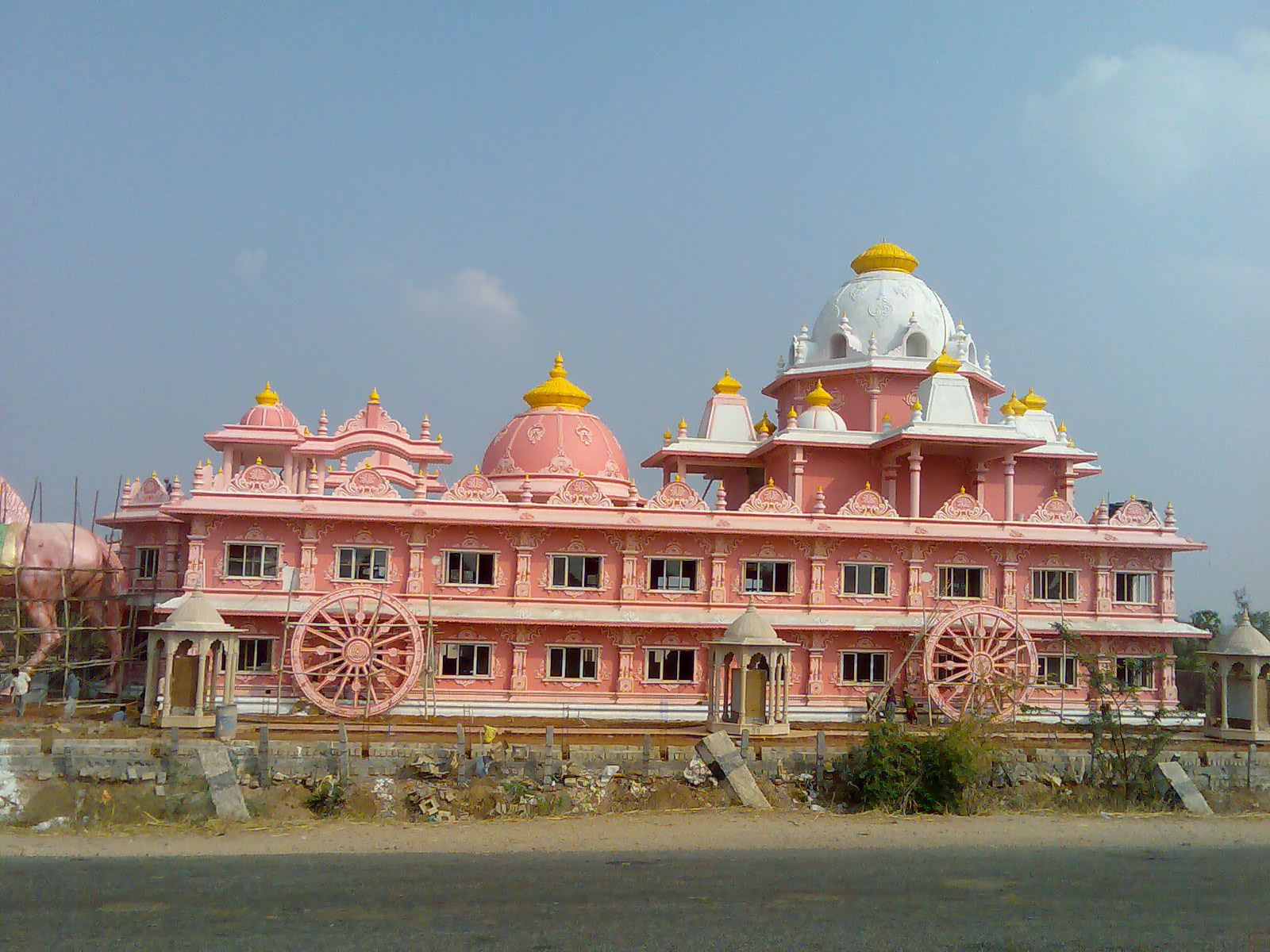
Храм Международного общества сознания Кришны в Анантапуре.